# Église Saint-Pierre-ès-Liens des Junies
L'église Saint-Pierre-ès-Liens des Junies est une église catholique située aux Junies, en France.

## Localisation
L'église Saint-Pierre-ès-Liens est située dans le département français du Lot, aux Junies.

## Historique
Vers 1214, Guillaume de Cadaillac, évêque de Cahors (1208-1235), donne la terre de Canourgues à Bertrand de Jean, marchand cadurcien enrichi dans le négoce et la banque, cahorsin. Cette donation est intervenue au moment de la croisade des Albigeois. Il est possible qu'elle soit liée à leur participation financière au profit de l'évêque qui a combattu au côté de Simon de Montfort et obtenu que le comté de Cahors soit rattaché aux évêques de Cahors. Les de Jean vont donner leur nom à la terre qu'ils ont acquise, les Joanies, qui va progressivement devenir les Junies.
En 1316, Gaucelme de Jean, neveu du pape Jean XXII accède à la pourpre cardinalice. Il est évêque d'Albano. En 1343, il décida de fonder sur les terres de sa famille et du château des Junies, avec Gisbert et Philippe de Jean, un prieuré de femmes rattaché aux dominicaines du monastère de Prouille. Philippe Ier de Jean, fidèle au roi de France Philippe VI, seigneur des Junies, a reçu le domaine royal de Cazals. Gisbert de Jean a été évêque de Carcassonne de 1347 à 1354
Le prieuré est construit jusqu'en 1355, près du ruisseau de la Masse. La construction de l'église, commencée après 1330, est terminée en 1343 et l'ensemble du monastère vers 1353. Gaucelme de Jean est mort en 1348 et a précisé dans son testament quelles doivent être les dédicaces des autels. L'achèvement des travaux est attribué à Gisbert de Jean.
Une bulle de 1355 du pape Innocent VI autorisa la fondation aux Junies d'une communauté de douze religieuses dominicaines respectant la règle de saint Augustin, qui y furent effectivement installées avant 1363. Les religieuses y sont restées jusqu'à la Révolution.
En 1355, noble et puissant baron, messire Benoît de Jean, seigneur des Junies et Salviac, fils de Philippe Ier de Jean, passe dans le parti Anglais et accueille à Bordeaux le prince de Galles, Édouard de Woodstock. Son fils Philippe II de Jean a continué à soutenir le parti Anglais. Sa veuve, Cécile de Cardaillac a légué la terre des Junies à son frère, Jean de Cardaillac, archevêque de Toulouse qui l'a cédé au comte d'Armagnac. Ce dernier vendit la seigneurie des Junies à la famille de Morlhon. La seigneurie entra dans la famille de Touchebœuf-Beaumont par le mariage en 1608 d'Antoine de Touchebœuf-Beaumont avec Hélène de Buisson de Bournazel, fille de Florette de Morlhon.
L'église a d'abord été dédiée à Notre-Dame, et les deux chapelles à Marie-Madeleine et saint André.
L'enquête de 1668 montre que le couvent a souffert des guerres de Religion. Les bâtiments sont en mauvais état et on travaille alors à la clôture.
Le monastère est vendu comme bien national à la Révolution. La communauté des Junies a racheté l'église pour en faire l'église paroissiale. Elle a été dédiée à saint Pierre et les chapelles à la Vierge Marie et à saint Joseph quand elle est devenue paroissiale en 1801.
Des travaux ont alors été entrepris avec le percement d'une nouvelle baie dans la chapelle sud, construction d'un clocher-porche sur les plans de l'architecte cadurcien Ficat, en 1851, à l'emplacement du portail d'origine Les parties hautes de la nef avec un portail évoquant la remise des clés du royaume à saint Pierre et le clocher ont été restaurés en 1890. Les murs et les voûtes ont reçu un décor peint.

## Protection
L'édifice est classé au titre des monuments historiques le 15 juillet 1920.

## Description
L'église est un large vaisseau unique à chevet plat percé d'une grande fenêtre avec lancettes et trilobes décorée de vitraux, avec deux chapelles. Elle est voûtée d'ogives quadripartites dont les croisées retombent sur des colonnes à bague feuillue ou des colonnettes sur culots.

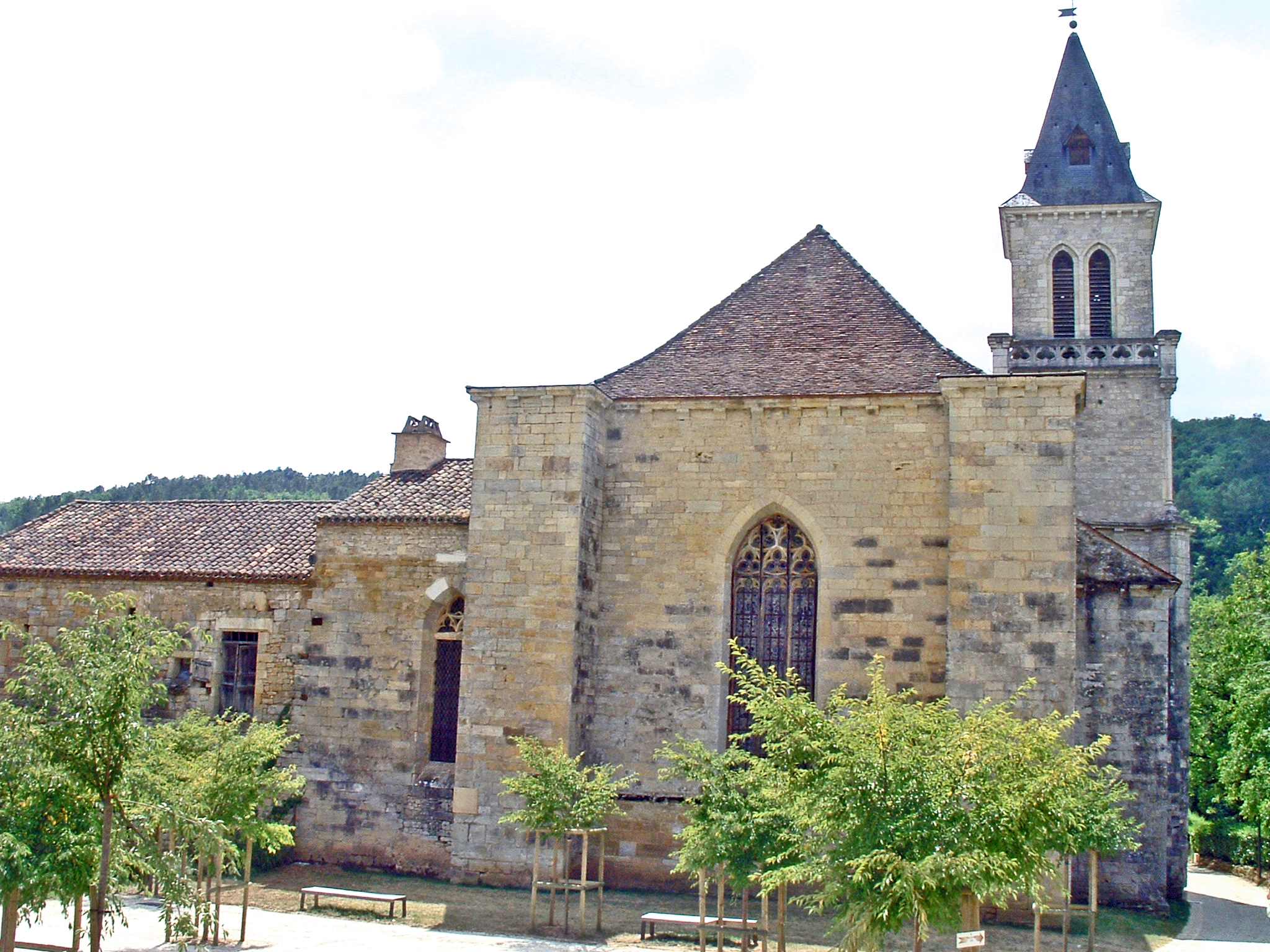
Le chevet de l'église avec des bâtiments du couvent.
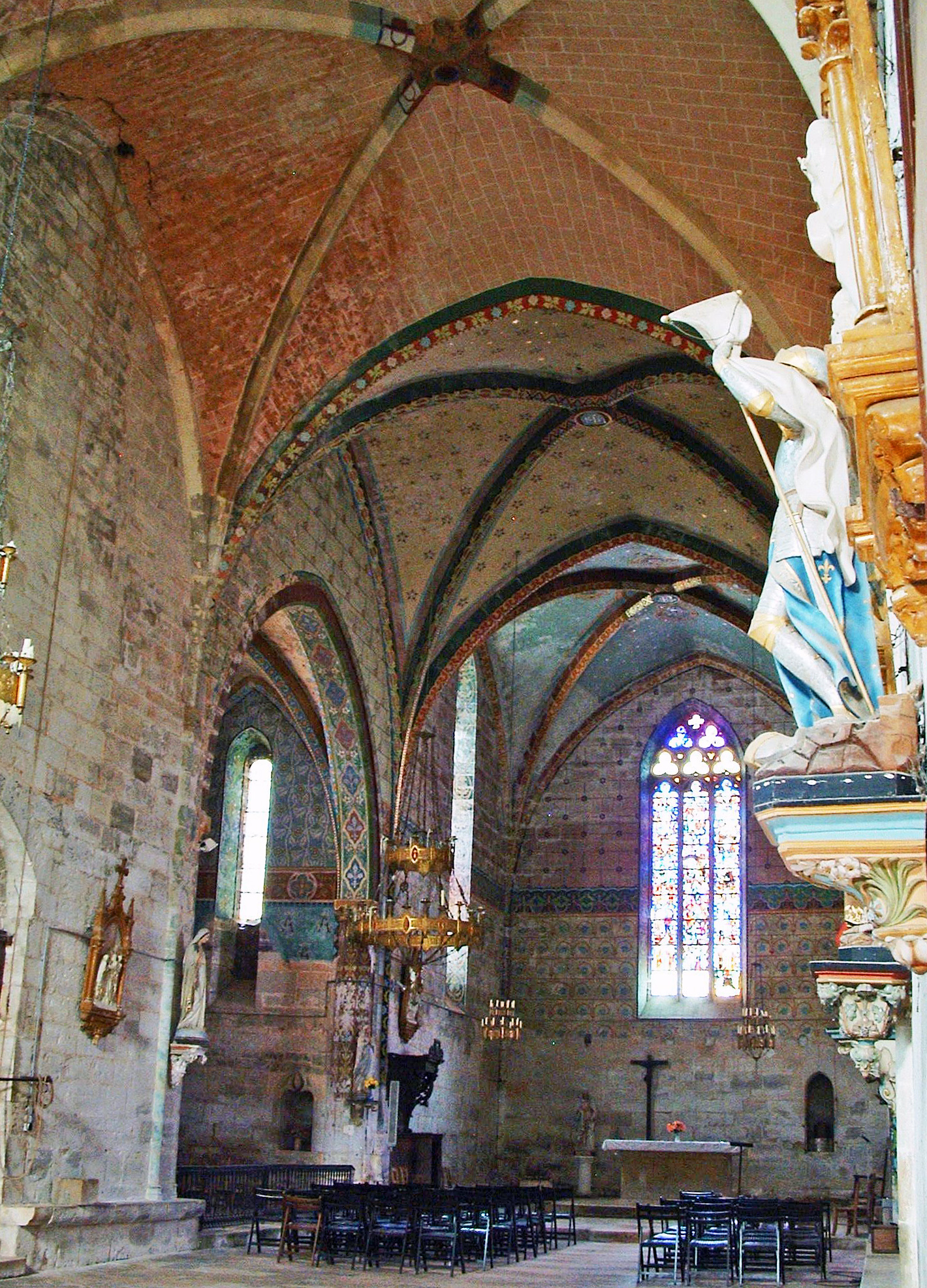
La nef vers le chœur et une chapelle.
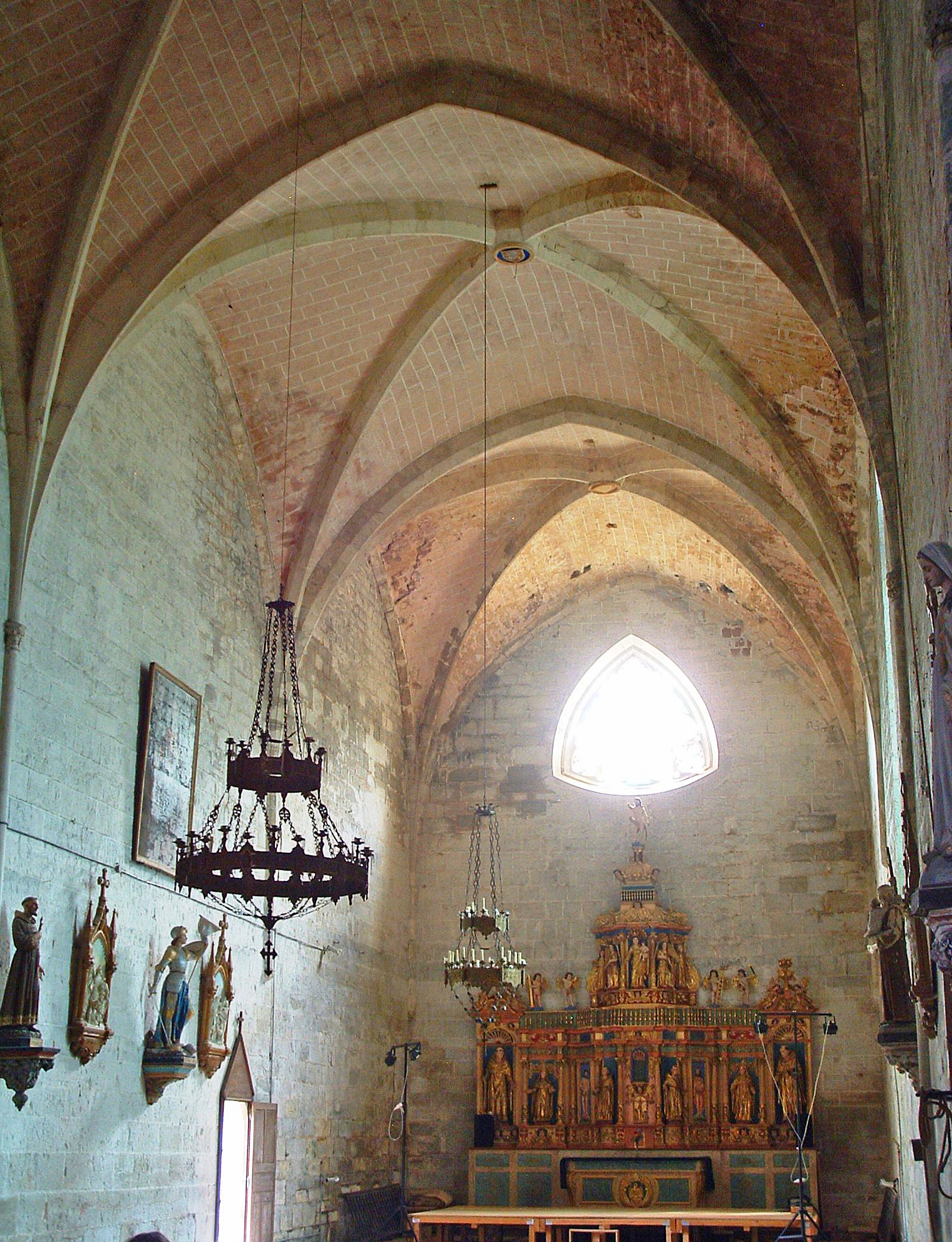
La nef vers l'ouest avec le retable.
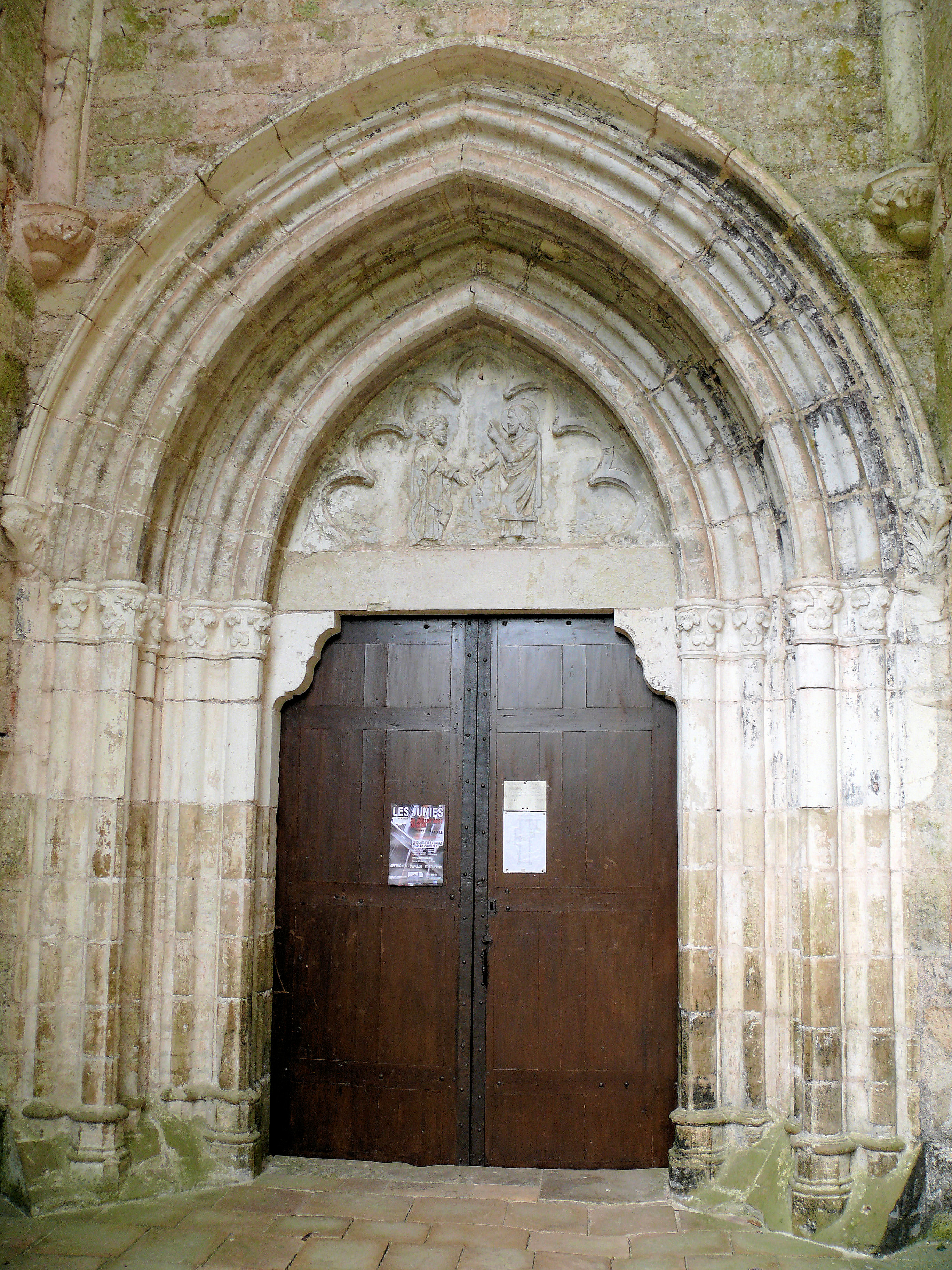
Portail modifié en 1851.

## Mobilier
Au fond de la nef se trouve un retable baroque de composition pyramidale datant du XVIIe siècle. Il est dominé par le Christ de la Résurrection. Il est consacré aux saints de l'ordre dominicain : saint Dominique de Guzman et saint Thomas d'Aquin, mais aussi sainte Catherine de Sienne, saint Pierre de Véronne, saint Hyacinthe de Cracovie et sainte Agnès de Montepulciano. La présence de la statue de sainte Rose de Lima - première sainte du Nouveau Monde - témoigne que le retable est postérieur à 1673, date de sa canonisation.

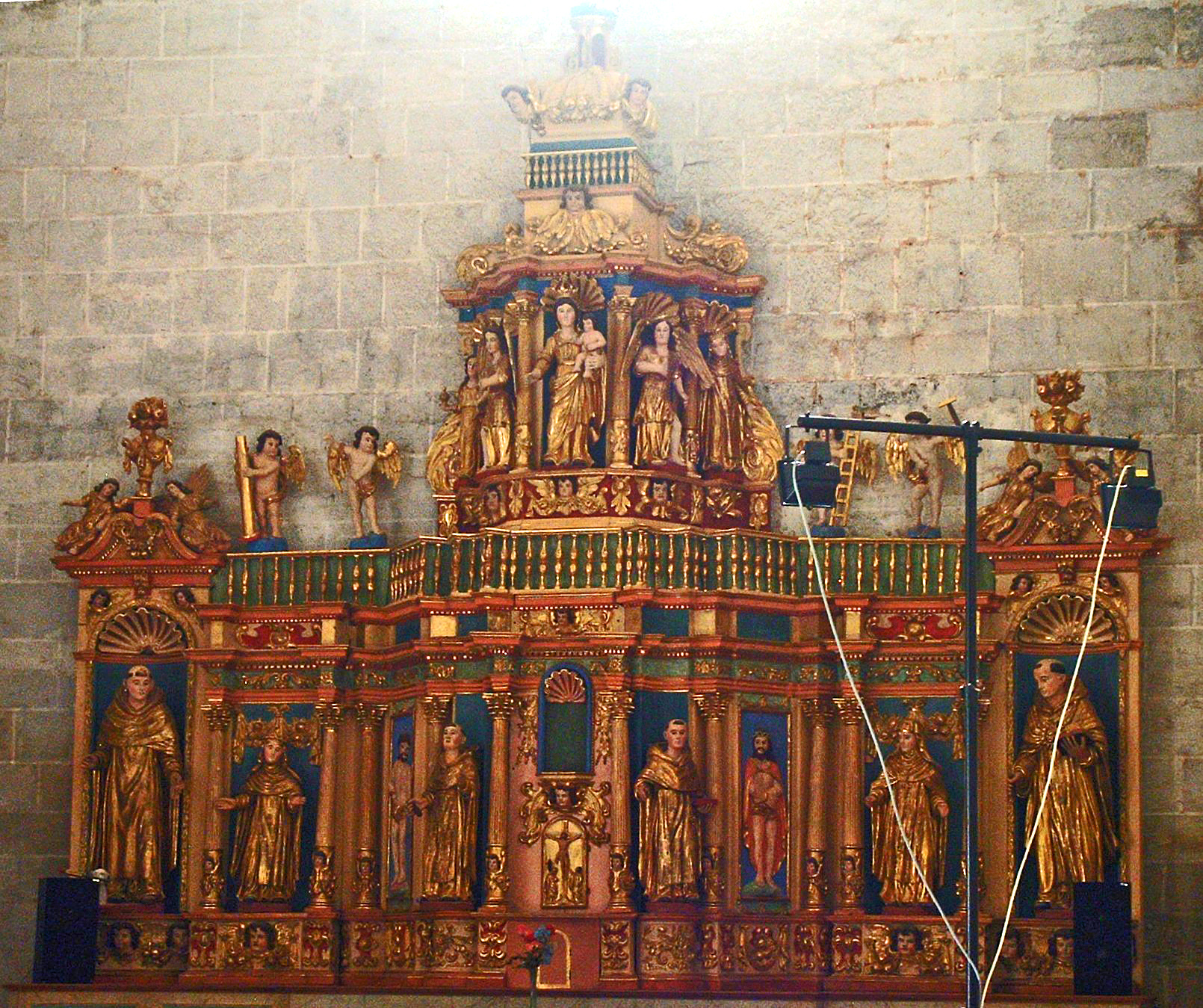
Retable baroque du XVIIe siècle.

## Vitraux
L'église constitue un écrin pour une série de vitraux historiés datant de la construction de l'édifice. On peut voir au chevet une verrière du XIVe siècle composée de trois lancettes consacrée à la vie du Christ, avec des scènes bibliques tirées de l'Enfance du Christ et de la Passion, les armes de la famille de Jean, dont celles du cardinal Gaucelme de Jean et de ses neveux, Philippe de Jean, chevalier, et Gisbert de Jean, évêque de Carcassonne. Dans la fenêtre de gauche, des représentations de la vie de saint Jean-Baptiste. À droite, des vitraux du XIXe siècle représentent la vie de la Vierge, réalisés par le maître verrier Gustave Pierre Dagrant. À l'autre extrémité de la nef se trouve une rose triangulaire.

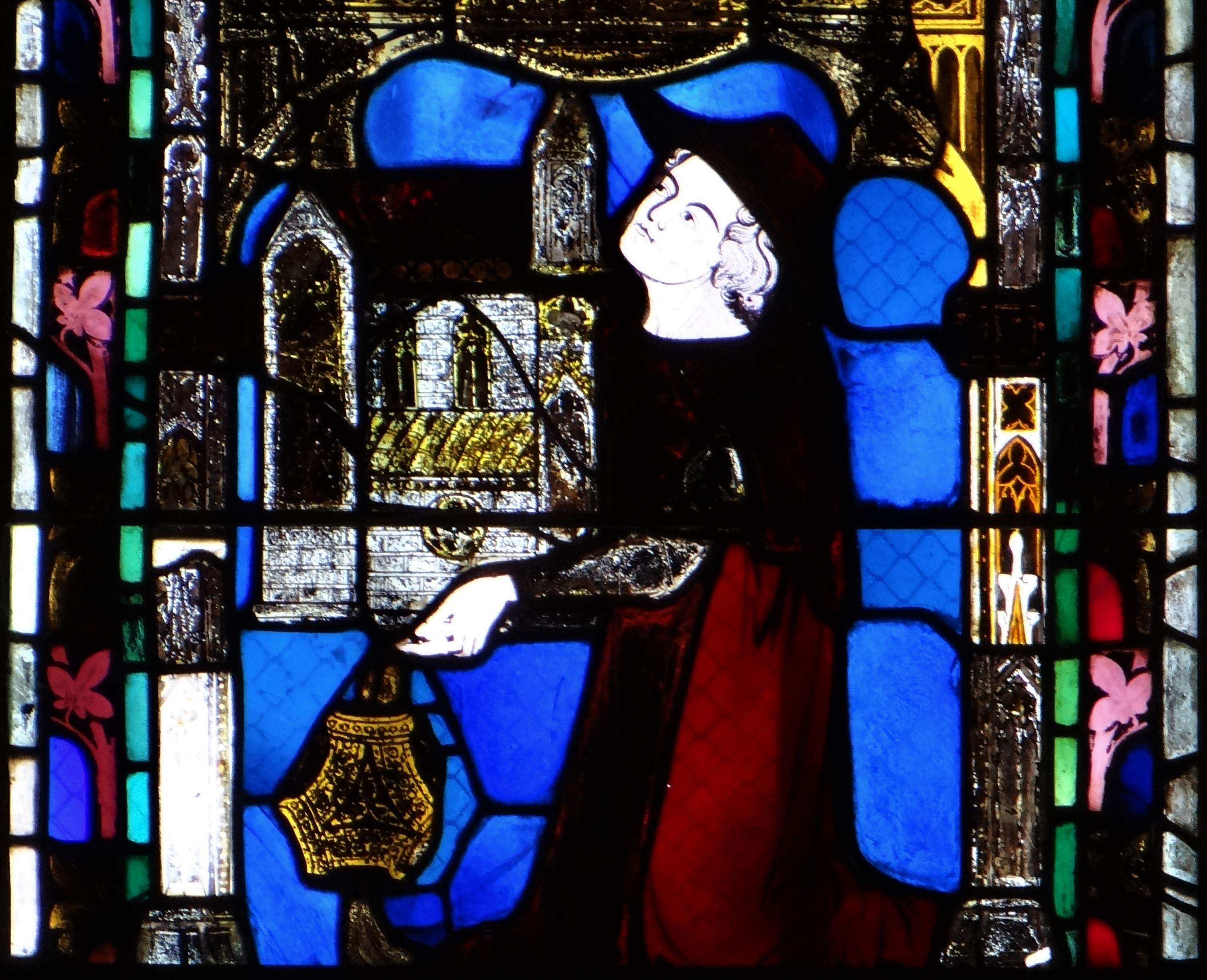
Verrière de la vie du Christ. Gaucelme de Jean en donateur de l'église.
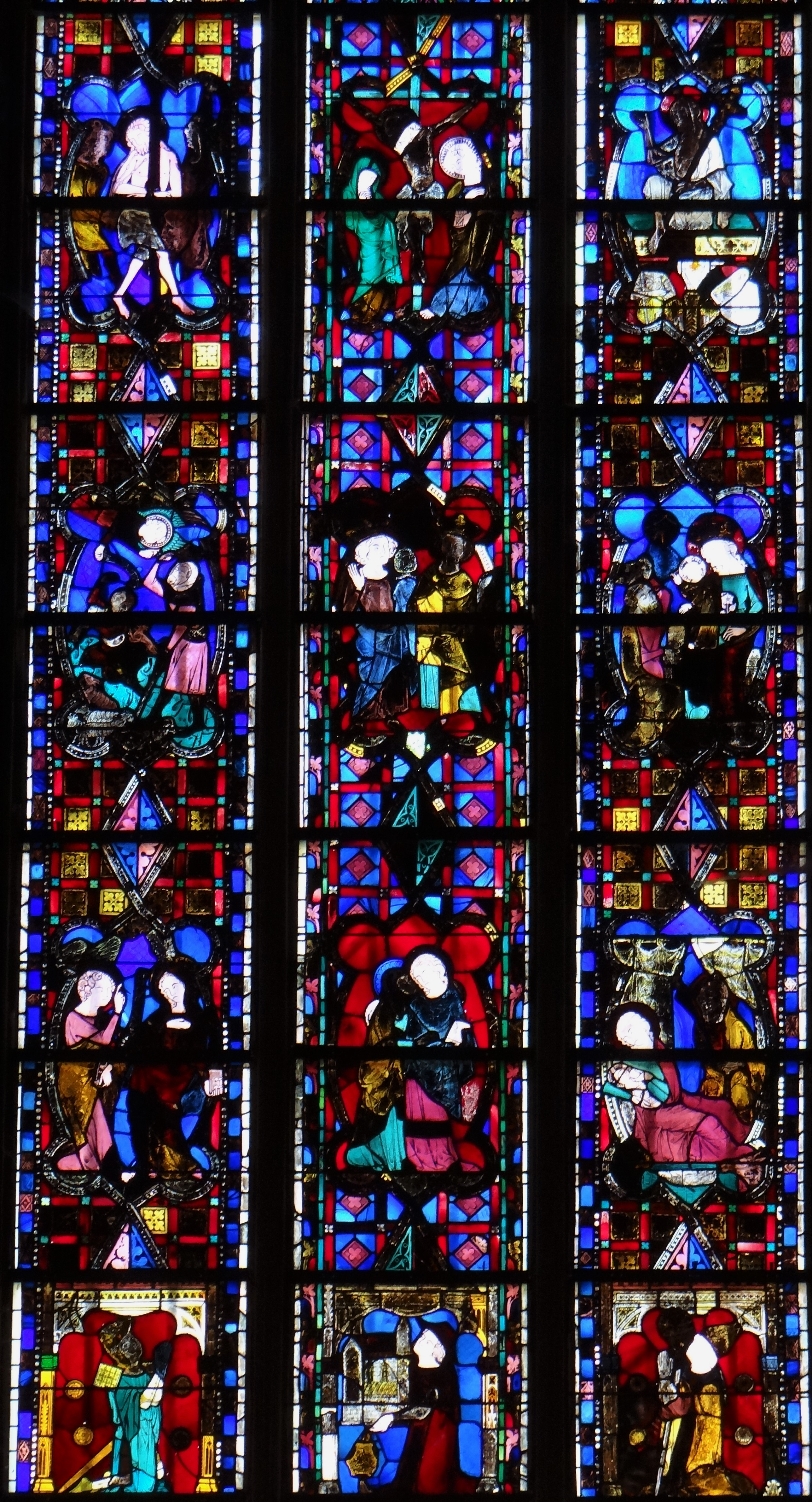
Verrière de la vie du Christ datant du XIVe siècle, avec les donateurs.
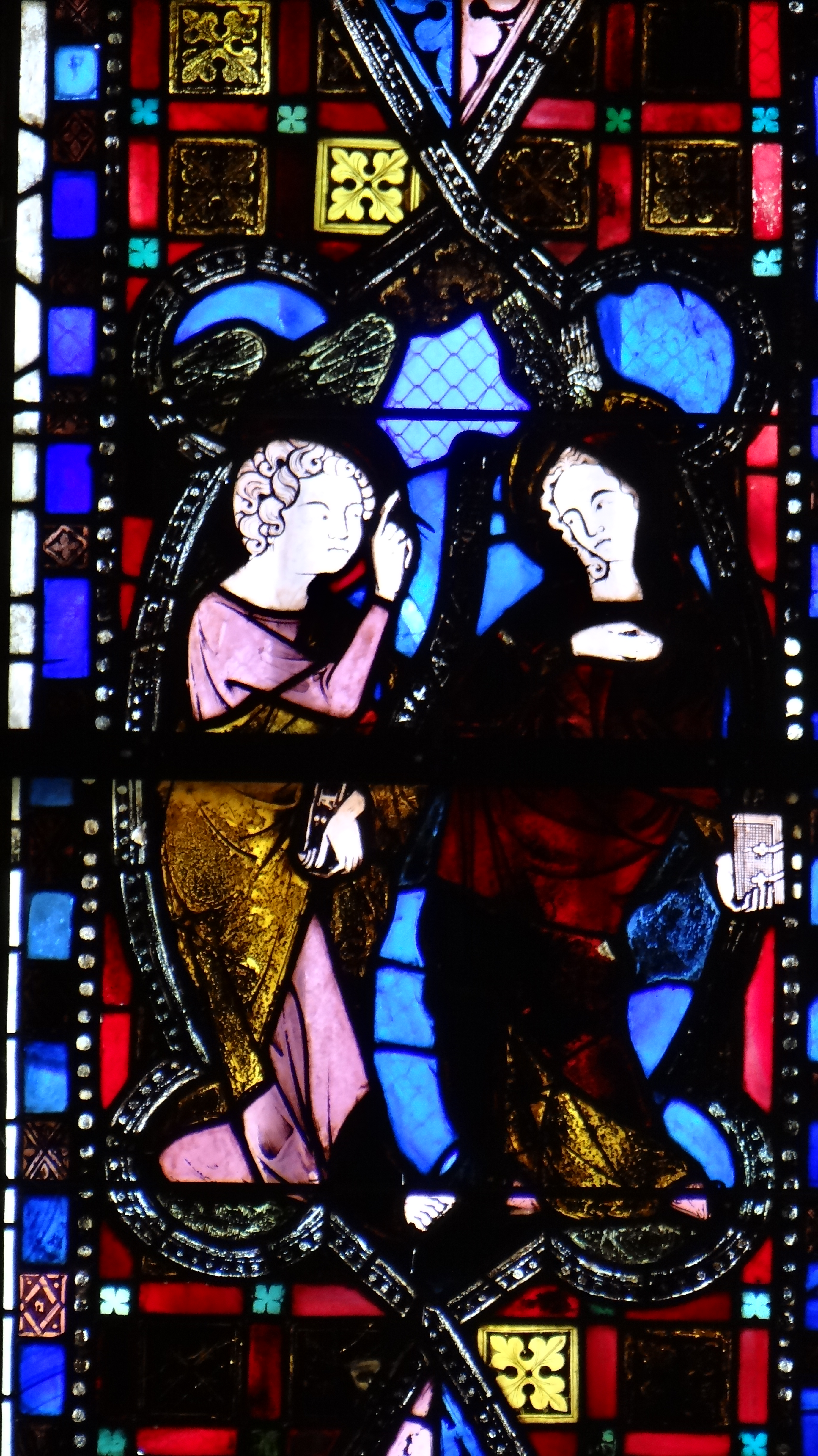
Verrière de la vie du Christ : annonciation.
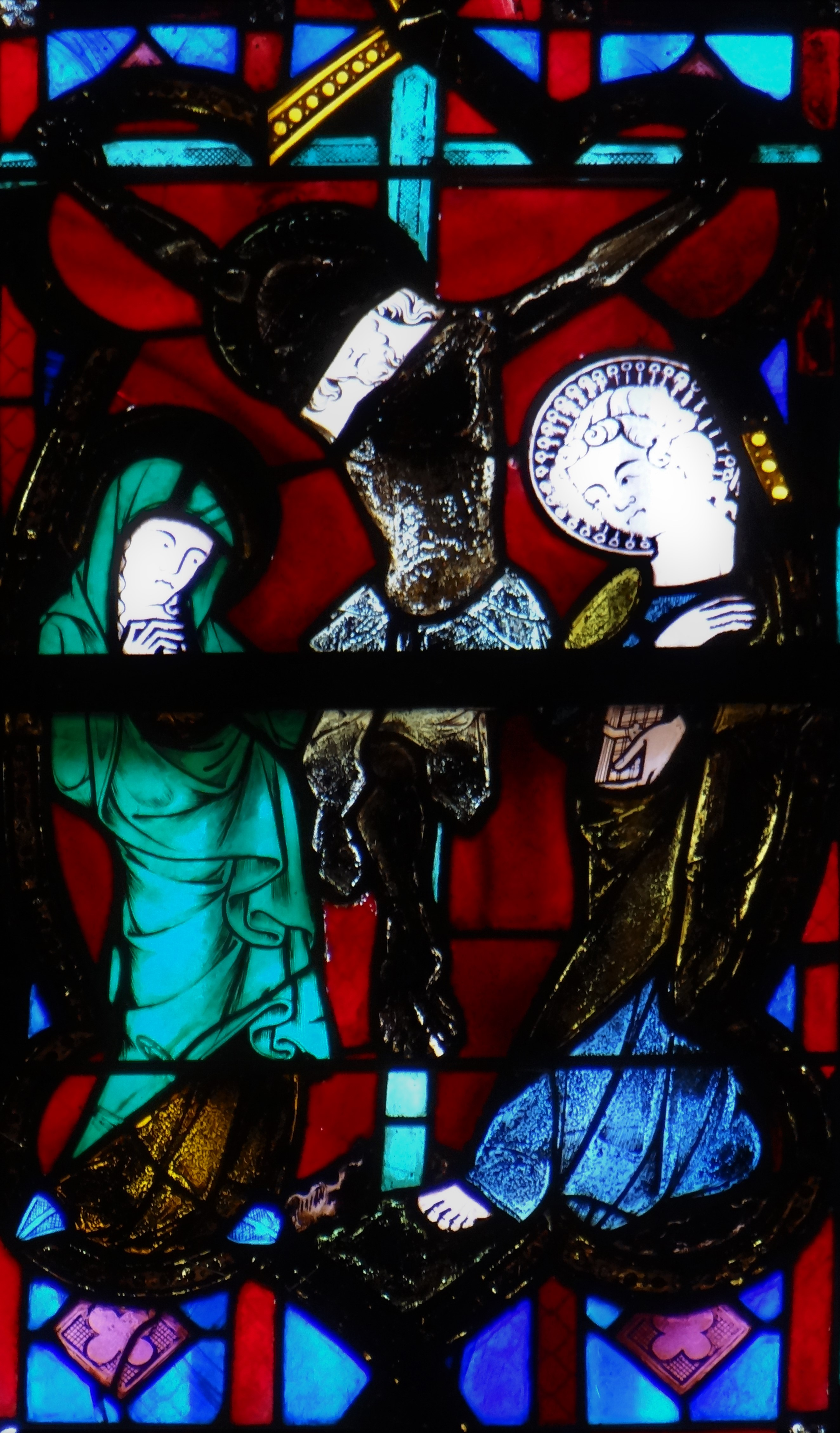
Verrière de la vie du Christ : crucifixion.
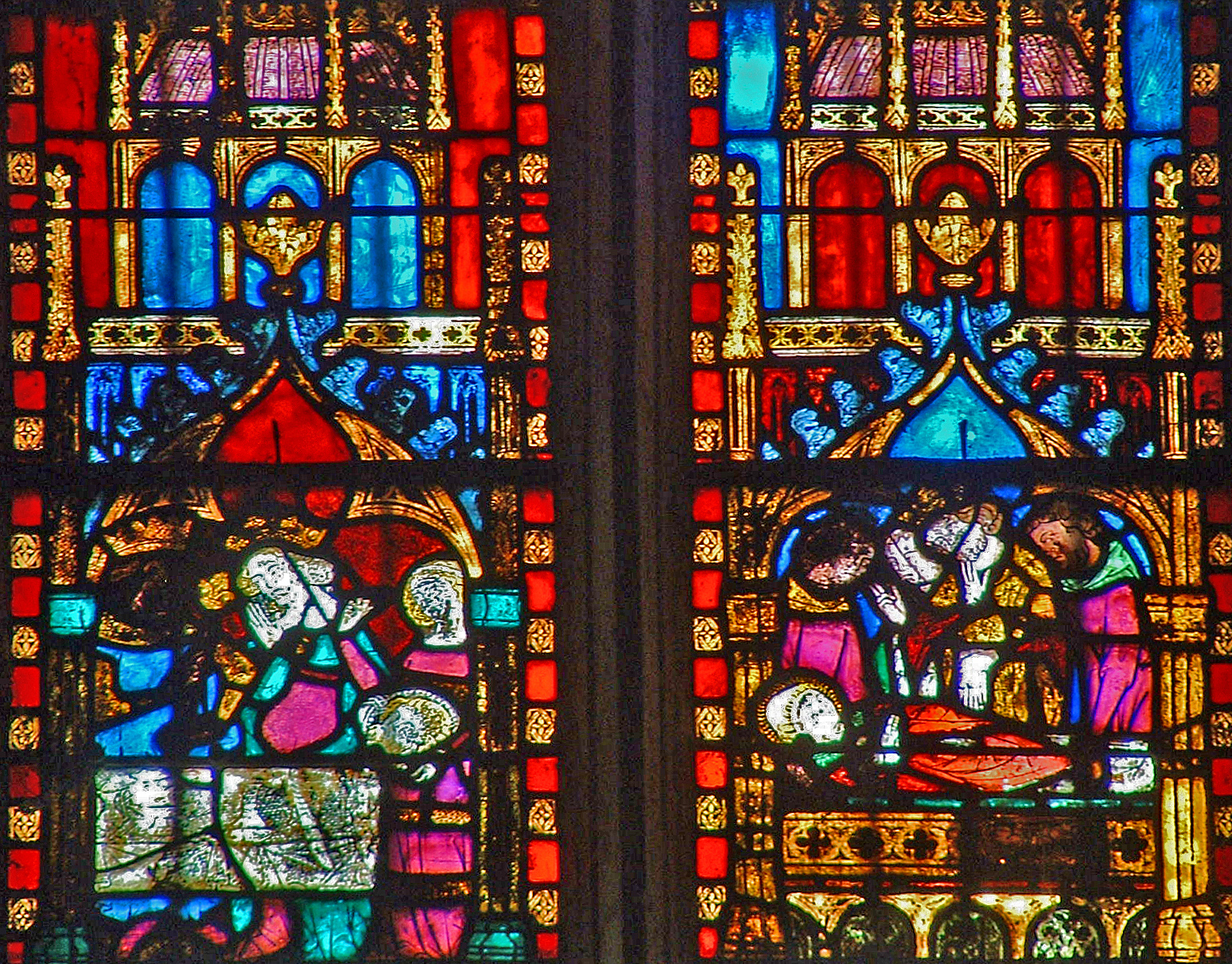
Vitraux du XIVe siècle représentant des épisodes de la vie de saint Jean-Baptiste.
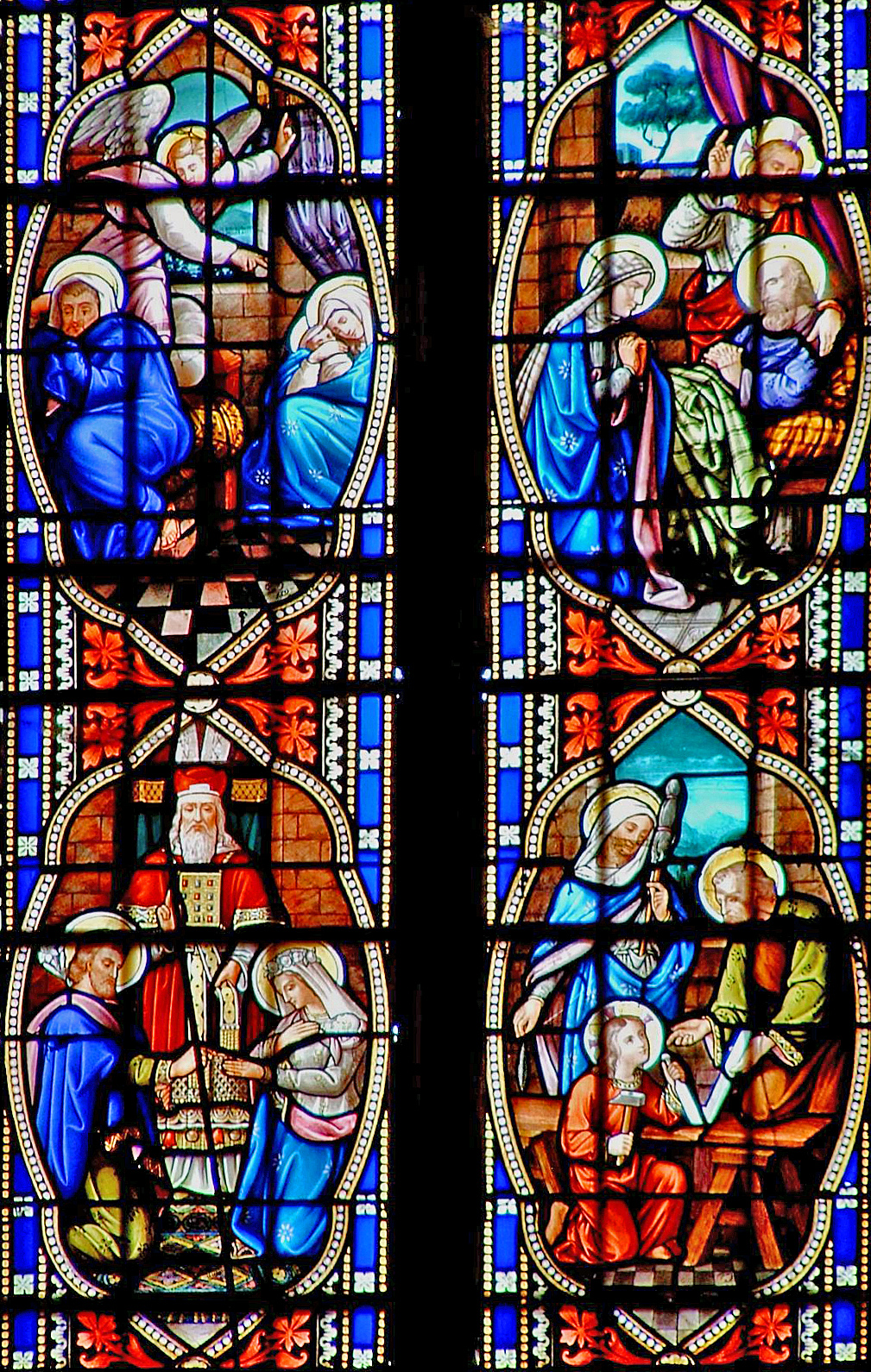
Vitraux de la vie de la Vierge datant du XIXe siècle réalisés par Dagrant.
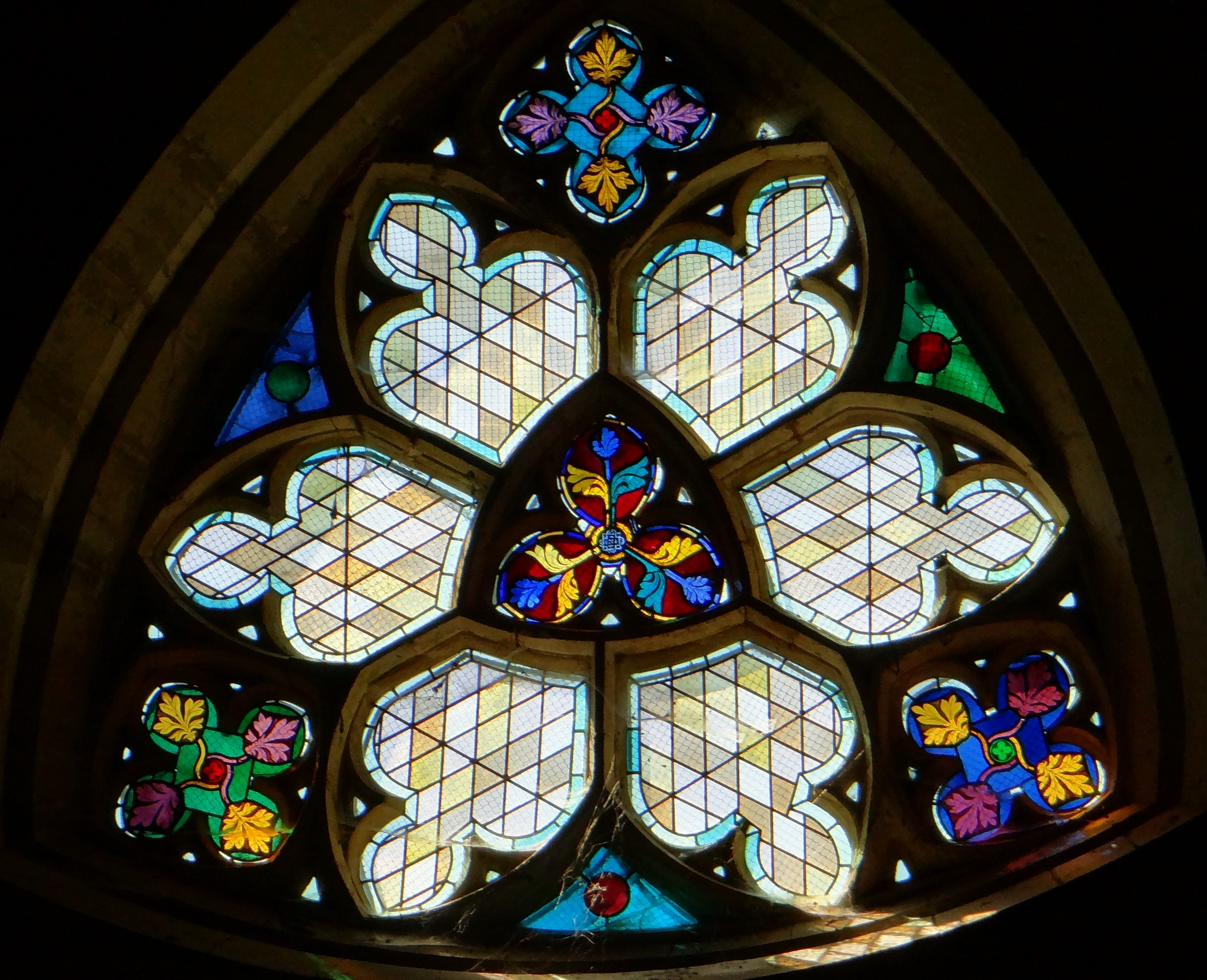
Rose triangulaire de la façade ouest.

### Restauration de la verrière de la Vie du Christ
La verrière de la vie du Christ a subi plusieurs restaurations. Les études faites pour la dernière restauration ont montré qu'une première intervention a été faite au XVe siècle. Un autre entretien date du XVIIIe siècle.
En avril 1923, l'architecte Marcel Poutaraud a écrit à l'administration des Monuments historiques : « Les vitraux des fenêtres du chevet et de la nef de l'église des Junies sont de très beaux spécimens du XIVe siècle. Ils sont de la même époque et d'une facture identique à ceux de l'église de Gourdon et il est vraisemblable qu'ils sont l'œuvre du même verrier ». En mai, l'inspecteur général Henri Nodet confirmait : « Ces vitraux méritent d'être étudiés et conservés ». La verrière a été restaurée en mars 1925 par le maître verrier Louzier sous la direction de l'architecte Poutaraud. Pour Jean Lafond : « Ce vitrail, assez bien conservé, ressemble fort par la forme de ses médaillons et par l'ensemble de son décor, à ceux du chevet de Gourdon (Lot) construite de 1303 à 1309 ».
Une dernière restauration a été faite en 2007 par l'atelier du vitrail Anne Pinto. Les études ont montré qu'il a été utilisé des types de verre différents : les verres blanc ou jaunes sont noircis par oxydation du manganèse contenu dans les verres. Par contre les verres rosés n'ont pas subi ce type d'attaque. Un essai de traitement du noircissement a été fait avec le B.D.G. sur un verre rouge, produit contenant de l'hydroxyde d’hydrazine, qui a montré son efficacité.